# Lukas in Love
Pour plus de détails, voir Fiche technique et Distribution.
Lukas in Love est un film pornographique gay produit par Bel Ami et réalisé par George Duroy, sorti en 2005.

## Synopsis
Découvrant que Tim, son petit ami, le trompe, Lukas part en Afrique du Sud pour travailler comme assistant photographe pour Bel Ami. Plusieurs modèles sont du voyage et partagent le même hôtel du Cap. Durant leur séjour, des couples se forment. Le film se termine par une scène d'orgie.

## Fiche technique
- Titre original : Lukas in Love
- Réalisation : George Duroy
- Scénario :
- Photographie : Mel Roberts Jr., Mark Russos, Marty Stevens
- Montage : George Duroy, Mel Roberts Jr., Ron Thomas
- Musique : B. K. Sun
- Producteur : George Duroy, Johan Paulik
- Société de production : Bel Ami
- Sociétés de distribution : Bel Ami
- Lieux de tournage : Le Cap
- Langues : tchèque, slovaque
- Format : Couleur
- Genre : Film pornographique
- Durée : 145 minutes
- Dates de sortie : août 2005  États-Unis

## Distribution
- Lukas Ridgeston : Lukas
- Matt Phillipe : Matt (rôle non sexuel)
- Filip Trojovský : Tommy
- Tim Hamilton : Tim
- Danny Saradon : Danny
- Sebastian Bonnet : Sebastian (rôle non sexuel)
- Sasha Chaykin : Sascha (rôle non sexuel)
- Marc Vidal : Marc
- Rick Fontana : Rick
- Ethan Clarke : Ethan
- Yves Caradine : Yves
- Brandon Manilow : Brandon
- Josh Elliot : Josh
- Mark Aubrey : Mark (rôle non sexuel)
- Jason Paradis : Jason (rôle non sexuel)
- Liam Phoenix : Liam (rôle non sexuel)

## Récompenses
- GayVN Awards 2006 : Prix du meilleur acteur dans un film étranger pour Lukas Ridgeston, prix du meilleur film étranger, meilleures ventes en location[2].
- Grabby Awards 2006 : Grabby Award	de la meilleure vidéo internationale[3].

## Suite
Une suite, Lukas in Love 2, est sortie la même année. L'acteur Lukas Ridgeston a annoncé qu'il quittait le métier d'acteur après cette vidéo.
Un livre de photographies de tournage sous forme de journal intime, Lukas in Love, est aussi sorti en 2005, chez Bruno Gmünder Verlag.